# Nowotwór złośliwy

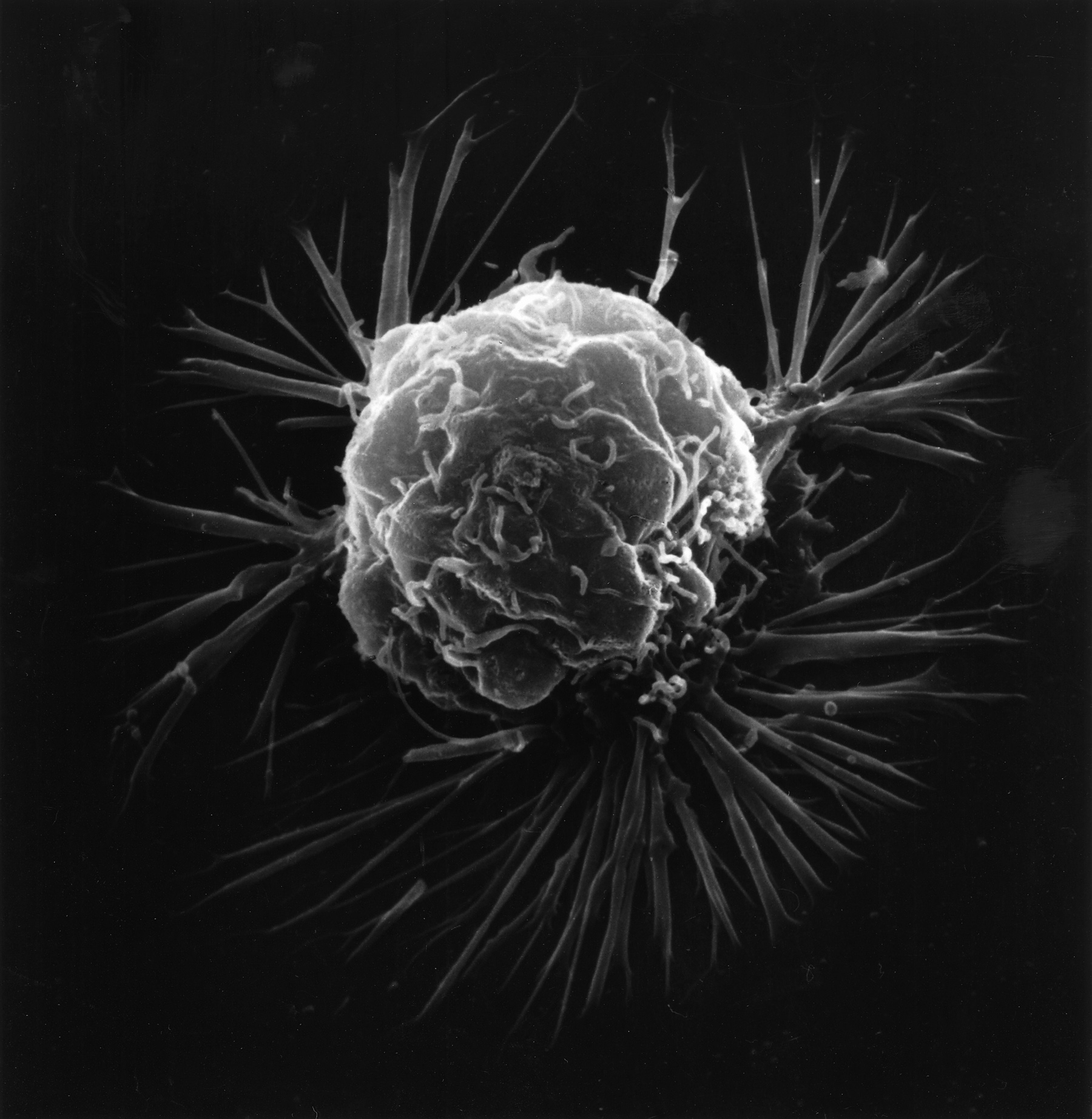
Komórka raka piersi sfotografowana za pomocą skaningowego mikroskopu elektronowego, który tworzy trójwymiarowe obrazy.

Nowotwór złośliwy (łac. neoplasma malignum) – nowotwór utworzony z komórek o niskim zróżnicowaniu (niedojrzałych), o budowie znacznie odbiegającej od obrazu prawidłowych tkanek.
Charakteryzuje się szybkim wzrostem, atypią i brakiem torebki, czym (między innymi) różni się od nowotworu niezłośliwego. 
Rozprzestrzenia się poprzez naciekanie (wrastanie między komórki) pobliskich tkanek, co upośledza ich funkcję. Naciekając naczynia limfatyczne i krwionośne, przedostaje się do ich światła. W efekcie komórki są w stanie zawędrować wraz z krwią lub chłonką w odległe miejsca organizmu, gdzie dają początek nowym guzom. Takie przerzuty uniemożliwiają efektywną terapię poprzez resekcję guza pierwotnego, gdyż ogniska wtórne powodują nawroty choroby i pogorszenie stanu chorego, co doprowadza do śmierci.
Nowotwór złośliwy (ang. cancer) często jest niepoprawnie utożsamiany z rakiem (ang. carcinoma), który jest tylko jedną z jego postaci (rak jest to nowotwór złośliwy tkanki nabłonkowej). Każdy rak jest nowotworem złośliwym, natomiast nie każdy nowotwór złośliwy to rak. Inne nowotwory złośliwe to np. mięsak, potworniak niedojrzały, chłoniaki, glejak, czerniak.